# Dell, Arkansas
Dell là một thị trấn thuộc quận Mississippi, tiểu bang Arkansas, Hoa Kỳ. Năm 2010, dân số của thị trấn này là 223 người.

## Dân số
- Dân số năm 2000: 251 người.
- Dân số năm 2010: 223 người.